# Кифхойзер (район)
Кифхойзер (нем. Kyffhäuserkreis) — район в Германии. Центр района — город Зондерсхаузен. Район входит в землю Тюрингия. Занимает площадь 1035,13 км². Население — 87 775 чел. Плотность населения — 85 человек/км².
Официальный код района — 16 0 65.
Район подразделяется на 52 общины.

## Города и общины
Города
1. Артерн (6 165)
2. Бад-Франкенхаузен-Кифхойзер (8 712)
3. Клинген (1 115)
4. Эбелебен (3 044)
5. Гройсен (3 925)
6. Гроссенерих (2 876)
7. Хельдрунген (2 316)
8. Рослебен (6 046)
9. Зондерсхаузен (21 506)
10. Виэ (2 159)

Общины
1. Абтсбессинген (551)
2. Бельштедт (196)
3. Донндорф (842)
4. Эсперштедт (644)
5. Фрайенбессинген (869)
6. Хельбедюндорф (2 818)
7. Хольцзусра (320)
8. Рокштедт (275)
9. Шернберг (3 255)
10. Тюрингенхаузен (119)
11. Вольфершвенда (147)

Объединения общин
Управление Ан-дер-Шмюкке
1. Бретлебен (634)
2. Эцлебен (314)
3. Горслебен (655)
4. Хаутерода (608)
5. Хельдрунген (2 316)
6. Хемлебен (266)
7. Оберхельдрунген (970)
8. Ольдислебен (2 421)

Управление Гройсен
1. Клинген (1 115)
2. Гройсен (3 925)
3. Нидербёза (143)
4. Топфштедт (662)
5. Требра (317)
6. Вассерталебен (463)
7. Вестгройсен (432)

Управление Киффхойзер
1. Бадра (621)
2. Бенделебен (748)
3. Гёллинген (799)
4. Гюнзероде (176)
5. Хахельбих (647)
6. Обербёза (413)
7. Ротлебен (707)
8. Зега (468)
9. Штайнталебен (522)

Управление Миттельцентрум-Артерн
1. Боркслебен (347)
2. Гехофен (768)
3. Хайгендорф (685)
4. Ихштедт (723)
5. Кальбсрит (800)
6. Мёнхпфиффель-Николаусрит (411)
7. Наузиц (183)
8. Райнсдорф (896)
9. Ринглебен (1 040)
10. Фойгтштедт (1 036)